# Prodiges et vertiges de l'analogie
 (juin 2013).
Si vous disposez d'ouvrages ou d'articles de référence ou si vous connaissez des sites web de qualité traitant du thème abordé ici, merci de compléter l'article en donnant les références utiles à sa vérifiabilité et en les liant à la section « Notes et références ».
Prodiges et vertiges de l'analogie est un ouvrage écrit par le philosophe français Jacques Bouveresse, initialement paru en 1999 et publié dans une version augmentée en 2022.
Cet essai continue la critique du postmodernisme et du relativisme cognitif, amorcée dans l'ouvrage Impostures intellectuelles des physiciens Alan Sokal et Jean Bricmont. Dans Impostures intellectuelles, Sokal et Bricmont montraient qu'un nombre important de penseurs (philosophes, psychanalystes, certains sociologues) faisaient un appel abusif à des notions mathématiques et physiques de haut niveau (mal comprises). Cela confère le vernis trompeur de la scientificité aux discours de ces penseurs (argument d'autorité).
Lors de la polémique qui avait suivi la parution de l’ouvrage, Bouveresse avait pris la défense de Sokal et Bricmont. Prodiges et vertiges de l'analogie prolonge l'analyse de Sokal et de Bricmont, mettant en évidence chez nombre de penseurs le « littérarisme », tendance à abuser de l'analogie et du « droit à la métaphore » qui avait été évoqué par les penseurs postmodernes pour justifier l'emploi abusif de notions physiques et mathématiques éloignées des sujets traités.

## Sommaire
- Avant-propos, 1999, 2022

1. De l'art de passer pour un « scientifique » aux yeux des littéraires
2. L'inculture scientifique des littéraires est-elle la vraie responsable du désastre ?
3. Comment les coupables se transforment en victimes et en accusateurs
4. Les avantages de l'ignorance et la confusion considérée comme une forme de compréhension supérieure
5. Les malheurs de Gödel ou l'art d'accommoder un théorème fameux à la sauce des philosophes
6. L'argument « Tu quoque ! »
7. Qui sont les vrais ennemis de la philosophie ?
8. L'affaire Sokal et après : la leçon sera-t-elle comprise ?
9. La liberté de penser sans la liberté de critiquer ?

- Épilogue

## Sources
- Alan Sokal et Jean Bricmont, Impostures intellectuelles, Paris, Éditions Odile Jacob, 1997, 276 p. (ISBN 978-2-7381-0503-5)
  - Alan Sokal et Jean Bricmont, Impostures intellectuelles, Paris, Éditions Odile Jacob, 2018, 288 p., Poche (ISBN 978-2-7381-4531-4)
- Jacques Bouveresse, Prodiges et vertiges de l’analogie : De l’abus des belles-lettres dans la pensée, Éditions Raisons d’agir, 1999 2022, 172 p. (ISBN 978-2-912107-08-4 et 979-10-97084-2-71)